# Cattleya wittigiana
Cattleya wittigiana é uma espécie de planta do gênero Cattleya e da família Orchidaceae. 
Pertence a Cattleya série Sophronitis. Esta espécie foi originalmente descrita do Espírito Santo, onde ocorre em floresta ombrófila de altitude média (ca. 800-900m), e se caracteriza por pseudobulbos ovóides que se organizam em zig-zag no rizoma. A espécie floresce de abril a julho.

No ínicio do século 20, foi descrita a variedade brevipedunculata, que posteriormente foi elevada à condição de espécie, para as populações que ocorrem em Minas Gerais. Entretando, a espécie ocorre em uma grande quantidade de localidades e consideravel variação, no Ibitipoca, Serra do Ouro Branco, Serra do Cipó, Serra do Padre Ângelo, e regiões mais ao norte no Planalto de Diamantina, além do Espírito Santo. Estudos moleculares recentes, mostraram que se trata de uma única espécie, com variabilidade molecular reduzida entre as populações, e em vista das similaridades morfológicas e moleculares, Cattleya brevipedunculata é tratada como sinônimo de Cattleya wittigiana, incluindo a população de Ibitipoca, que foi demostrada ser "C. brevipedunculata" por estudos morfológicos e moleculares e por fenologia. 
Um estudo de polinização foi feito com essa espécie (na população de Ibitipoca), embora identificada erroneamente como Cattleya coccinea. Neste estudo, foram indicados como possíveis polinizadores beija-flores, porém não foram observados visitantes. Ao mesmo tempo o estudo mostrou que a espécie é autocompatível e não oferece recursos florais. 

## Taxonomia
A espécie foi descrita em 2008 por Cássio van den Berg. 
Os seguintes sinônimos já foram catalogados:  
- Sophronitis wittigiana  Barb.Rodr.
- Cattleya brevipedunculata  (Cogn.) Van den Berg
- Cattleya coccinea rossiteriana  (Barb.Rodr.) van den Berg
- Cattleya wittigiana candida  (Roeth & O.Gruss) Van den Berg
- Sophronitis brevipedunculata  Fowlie
- Sophronitis coccinea rossiteriana  (Barb.Rodr.) Pabst
- Sophronitis grandiflora purpurea  (Rchb.f.) H.J.Veitch
- Sophronitis purpurea  Rchb.f.
- Sophronitis rosea  Gostling
- Sophronitis rossiteriana  Barb.Rodr.
- Sophronitis wittigiana brevipedunculata  Cogn.
- Sophronitis wittigiana longifolia  Cogn.
- Hadrolaelia brevipedunculata  (Cogn.) Chiron & V.P.Castro
- Hadrolaelia wittigiana  (Barb.Rodr.) Chiron & V.P.Castro

## Forma de vida
É uma espécie epífita e herbácea. 

## Descrição
| Caule                                                | Caule                                   |
| ---------------------------------------------------- | --------------------------------------- |
| planta                                               | cespitosa                               |
| número de entrenós do rizoma                         | desconhecido                            |
| Folha                                                |                                         |
| número                                               | 1                                       |
| forma                                                | elíptica/obovada                        |
| Inflorescência                                       |                                         |
| inflorescência em pseudobulbo diferenciado sem folha | não                                     |
| bráctea - espatáceo                                  | ausente                                 |
| número de flor                                       | 1                                       |
| Flor                                                 |                                         |
| cor das pétalas e sépalas                            | rosa escuro/rosa claro/laranja/vermelha |
| forma do labelo                                      | levemente trilobado                     |
| cor do lobo mediano do labelo                        | rosa claro/rosa escuro/laranja/vermelho |
| cor dos lobo laterais do labelo                      | rosa claro/rosa escuro/laranja/vermelho |

## Conservação
A espécie faz parte da Lista Vermelha das espécies ameaçadas do estado do Espírito Santo, no sudeste do Brasil. A lista foi publicada em 13 de junho de 2005 por intermédio do decreto estadual nº 1.499-R. 

## Distribuição
A espécie é encontrada nos estados brasileiros de Espírito Santo e Minas Gerais. 
A espécie é encontrada nos  domínios fitogeográficos de Cerrado e Mata Atlântica, em regiões com vegetação de campos rupestres e floresta ombrófila pluvial.